# 约翰面包

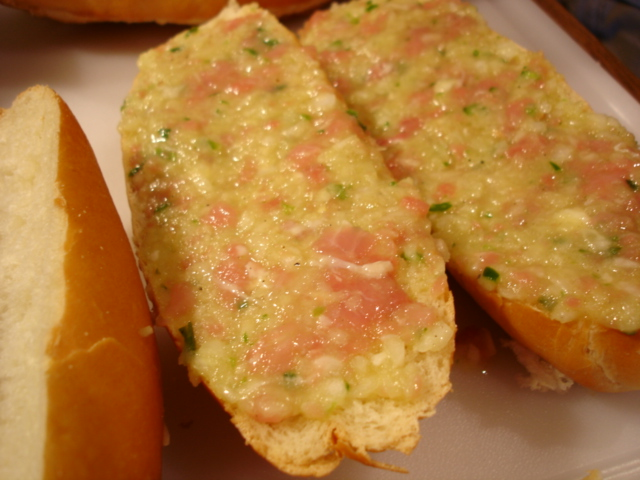
在準備階段的约翰面包。

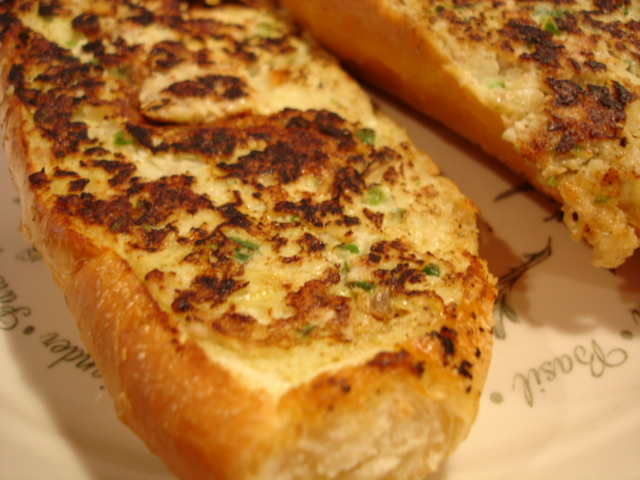
羅地藏(Roti John)，完成。

约翰面包（馬來語：Roti John）是一種地道的馬六甲蛋餅，流行於馬來西亞、文萊及新加坡。起源地：馬六甲

## 配料
约翰面包以碎肉（雞肉或羊肉）、洋葱、蛋、辣醬配以長法包製成，但亦有配以薄餅的版本，或沙丁魚取代碎肉的版本。

## 參见
- 馬來西亞菜
- 恩潘纳达
- 咖喱角
- 咖喱饺
- 酥皮
- 康沃尔肉馅饼